# Torre Nova (l'Alguer)
La Torre Nova, anteriorment anomenada Torre del Port del Comte, és una torre de guaita situada a la badia del Port del Comte de l'illa de Sardenya, al municipi de l'Alguer, que es troba a uns deu quilòmetres. Està a uns 30 metres del mar, al costat del far del Port del Comte, prop del nucli de Maristel·la.
Va ser construïda per la Corona de Felip II d'Aragó l'any 1572. Formava part de la complexa obra de fortificació espanyola que entre 1572 i 1578 va construir 105 torres al voltant de tota l'illa de Sardenya, per defensar-se dels nombrosos atacs de pirates, corsaris, renegats i tots aquells que van soscavar la Corona. Aleshores, la torre tenia sis guàrdies militars i un comandant, armats amb dos canons i sis espingardes i al llarg dels segles sempre ha estat un lloc de defensa militar, fins a la Segona Guerra Mundial, quan la Regia Marina hi va col·locar un projector per il·luminar el cel en ajuda de l'antiaeri per als nombrosos atacs angloamericans contra la base d'hidroavions de Port del Comte.
Amb els anys també es va utilitzar com a sala de ball i bar, freqüentat per Liz Taylor, Franco Nero, Anthony Quinn i molts altres. En la seva història no hi falta l'històric Night Club Nympheus, que ha mantingut l'estructura durant més de trenta anys, propietat del municipi de l'Alguer des de finals del segle xix.
Actualment la torre forma part de les estructures administrades pel Parc Natural Regional de Port del Comte, Àrea Marina Protegida i durant tres anys ha acollit el M.A.S.E. Museu Antoine de Saint-Exupéry. L'escriptor va celebrar el seu darrer aniversari, els 44 anys, a l'Alguer.